# Dominikanska republiken i olympiska sommarspelen 1976
Dominikanska republiken deltog i de olympiska sommarspelen 1976 med en trupp bestående av 10 deltagare, men ingen av landets deltagare erövrade någon medalj.

## Boxning
Lätt flugvikt
- Eleoncio Mercedes
  1. Första omgången — Förlorade mot Aleksandr Tkatjenko (URS), RSC-1

## Friidrott
Herrarnas 800 meter
- Francisco Solis
  - Heat — 1:55,56 (→ gick inte vidare)